# Diehl Aviation
Die Diehl Aviation Holding GmbH (vormals: Diehl Aerosystems Holding GmbH), mit Stammsitz in Nürnberg, ist ein Teilkonzern der Diehl-Gruppe, welcher die überwiegend zivilen Luftfahrtaktivitäten der Diehl-Gruppe bündelt.

## Subunternehmen
In den Teilkonzern integriert sind die Unternehmen:
- Diehl Aviation Laupheim (vormals: Diehl Aircabin) mit Stammsitz in Laupheim
- Diehl Aerospace mit Stammsitz in Überlingen (Joint Venture mit Thales)
- Diehl Aviation Hamburg (die ehemaligen Unternehmen Dasell und Mühlenberg, zunächst umbenannt in Diehl Comfort Modules und Diehl Service Modules, beide mit Sitz in Hamburg)
- Diehl Aviation Gilching (vormals: AOA (Apparatebau Gauting)) mit Sitz in Gilching und Dresden
- Diehl Aviation Hungary Kft. mit Sitz in Nyírbátor und einem Ingenieursbüro und Share-Service-Center in Debrecen

Diese Subunternehmen agieren als eigenständige Unternehmenseinheiten innerhalb des Luftfahrt-Teilkonzerns und machen die Diehl Aviation zu einem der 100 (57.) weltweit größten Luftfahrtausrüster für alle großen Flugzeughersteller, und zum First-Tier-Lieferant für Airbus.